# Kasteel van Anjony
Het Kasteel van Anjony (Frans: Château d'Anjony) is een kasteel bij het dorp Tournemire in het Franse departement Cantal. Het is gebouwd in opdracht van Louis d'Anjony, een van de gezellen van Jeanne d'Arc, die van Koning Karel VII de opdracht kregen de omgeving te verdedigen.
Ondanks het turbulente verleden, mede door de vete tussen de familie Anjony en de familie Tournemire, staat het kasteel vanaf de 15e eeuw vrijwel intact op de berg. Deze vete duurt bijna twee eeuwen en eindigt met een duel in 1623 in ongenade van Tournemire en met een huwelijk in 1643 tussen Michel II van Anjony en de erfgename van Tournemire, Gabrielle van Pestiels. Beetje bij beetje moet de familie Tournemire haar grondgebied verlaten om zich in Limousin (Frankrijk) te vestigen.
Tijdens de Franse revolutie worden het kasteel en de familie door Catherine van Anjony gered. In de 18e eeuw besluit Claude van Anjony, door het gebrek aan comfort in de donjon, om een vleugel in de Louis XV-stijl te laten bouwen die rug aan rug met de donjon wordt geplaatst. Deze vleugel wordt met de stenen van het kasteel van Tournemire gebouwd. In 1743 sterft Claude van Anjony op 89-jarige leeftijd. Hij is altijd ongetrouwd geweest. Hij laat zijn titel en zijn kasteel aan zijn neef Robert van Léotoing.
Het Kasteel van Anjony wordt nog steeds bewoond door de familie van Léotoing van Anjony. Het kasteel is met zijn 40 meter hoge donjon van roodachtig basalt een van de meest opmerkelijke van Haute-Auvergne.
Een bezoek aan het kasteel toont een rijk interieur met opvallende 16e-eeuwse fresco's en meubelen uit de verschillende perioden van het kasteel. De kelderverdieping, met halftongewelven, vormt een machtige lage zaal. Binnen het kasteel is een grote schoorsteen die het devies draagt: Fides Hic Semper, een Latijnse spreuk die betekent: Het vertrouwen hier en altijd. Er zijn tapijten uit Vlaanderen en Aubusson.